# 마궁시

마궁 시의 위치

마궁시(중국어: 馬公市, 병음: Mǎgōng Shì, 마공시)는 중화민국 펑후현의 현할시이다. 펑후 현 정부의 소재지이다. 대만의 역사상 가장 일찍부터 한족이 개발한 지역이다. 넓이는 33.9918km2이고, 인구는 2015년 8월 기준으로 60,372명이다.
마궁 시내에는, 1592년에 창건된 타이완에서 가장 오래된 사당인 천후궁(天后宮)이 있다. 마궁 시가지는 이 천후궁을 중심으로 형성되어 있고 그 가로망은 현재에도 남아 있다. 천후궁 이외에도, 펑후 섬내에는 150여개의 절과 사당이 있다. 다만 도민의 생활이 예부터 바다와 밀착된 것에서 대부분이 바다의 신인 마조를 모시고 있어 도민의 전통적인 생활을 엿볼 수 있다.

## 역사
펑후가 행정 기능에 속한 것은 원대의 1281년이며, 팽호 순검사가 현재의 마조궁(천후궁) 부근에 설치된 것이 첫 등장이다. 명초에는 순검사 제도를 답습했지만 후에 이것을 폐지했고, 정성공이 대만을 거점으로 한 후에 안무사가 설치되었다. 청대가 되면서 다시 순검사가 부활했지만, 1727년에 팽호해방량포청으로 개편되어 1895년까지 존속하였다. 1887년부터 1889년에 걸쳐 펑후 성(마궁성)이 팽호 초대 총병인 오굉락에 의해 건축되었다.
일본의 통치가 시작되면서 당초에는 청대의 제도를 답습했지만, 1920년의 타이완 지방제 개편 때 펑후에 군제가 시행되어 호코 청(澎湖庁)을 설치하는 것과 동시에 마궁을 마코 가(馬公街)로 개칭했다. 전후에 마코 가는 마궁 진으로 개편되었고 1981년 12월 25일에는 현할시로 승격해 현재에 이르고 있다.

## 지리
마궁시는 펑후 제도에 위치하고 있다.
| 펑후현 마궁시의 기후                                                        | 펑후현 마궁시의 기후 | 펑후현 마궁시의 기후 | 펑후현 마궁시의 기후 | 펑후현 마궁시의 기후 | 펑후현 마궁시의 기후 | 펑후현 마궁시의 기후 | 펑후현 마궁시의 기후 | 펑후현 마궁시의 기후 | 펑후현 마궁시의 기후 | 펑후현 마궁시의 기후 | 펑후현 마궁시의 기후 | 펑후현 마궁시의 기후 | 펑후현 마궁시의 기후 |
| 월                                                                          | 1월                  | 2월                  | 3월                  | 4월                  | 5월                  | 6월                  | 7월                  | 8월                  | 9월                  | 10월                 | 11월                 | 12월                 | 연간                 |
| --------------------------------------------------------------------------- | -------------------- | -------------------- | -------------------- | -------------------- | -------------------- | -------------------- | -------------------- | -------------------- | -------------------- | -------------------- | -------------------- | -------------------- | -------------------- |
| 역대 최고 기온 °C (°F)                                                      | 28.6 (83.5)          | 29.5 (85.1)          | 30.8 (87.4)          | 33.0 (91.4)          | 34.2 (93.6)          | 35.9 (96.6)          | 36.7 (98.1)          | 35.2 (95.4)          | 35.1 (95.2)          | 35.3 (95.5)          | 31.1 (88.0)          | 30.0 (86.0)          | 36.7 (98.1)          |
| 일평균 최고 기온 °C (°F)                                                    | 19.4 (66.9)          | 20.0 (68.0)          | 22.9 (73.2)          | 26.3 (79.3)          | 29.1 (84.4)          | 30.9 (87.6)          | 32.2 (90.0)          | 31.8 (89.2)          | 31.0 (87.8)          | 28.2 (82.8)          | 25.1 (77.2)          | 21.3 (70.3)          | 26.5 (79.7)          |
| 일일 평균 기온 °C (°F)                                                      | 17.1 (62.8)          | 17.4 (63.3)          | 19.9 (67.8)          | 23.2 (73.8)          | 25.9 (78.6)          | 27.9 (82.2)          | 28.9 (84.0)          | 28.6 (83.5)          | 28.0 (82.4)          | 25.5 (77.9)          | 22.7 (72.9)          | 19.1 (66.4)          | 23.7 (74.6)          |
| 일평균 최저 기온 °C (°F)                                                    | 15.5 (59.9)          | 15.6 (60.1)          | 17.8 (64.0)          | 21.1 (70.0)          | 24.0 (75.2)          | 25.9 (78.6)          | 26.7 (80.1)          | 26.6 (79.9)          | 26.1 (79.0)          | 24.0 (75.2)          | 21.3 (70.3)          | 17.7 (63.9)          | 21.9 (71.4)          |
| 역대 최저 기온 °C (°F)                                                      | 7.7 (45.9)           | 7.2 (45.0)           | 7.4 (45.3)           | 10.5 (50.9)          | 16.6 (61.9)          | 19.3 (66.7)          | 21.8 (71.2)          | 21.1 (70.0)          | 19.2 (66.6)          | 15.0 (59.0)          | 9.6 (49.3)           | 9.0 (48.2)           | 7.2 (45.0)           |
| 평균 강수량 mm (인치)                                                       | 20.9 (0.82)          | 38.1 (1.50)          | 50.7 (2.00)          | 77.9 (3.07)          | 117.8 (4.64)         | 148.0 (5.83)         | 163.2 (6.43)         | 229.4 (9.03)         | 100.3 (3.95)         | 30.1 (1.19)          | 26.0 (1.02)          | 28.1 (1.11)          | 1,030.5 (40.59)      |
| 평균 강수일수 (≥ 0.1 mm)                                                    | 5.2                  | 6.2                  | 7.6                  | 8.7                  | 9.3                  | 10.2                 | 8.1                  | 9.4                  | 5.6                  | 2.4                  | 3.6                  | 4.8                  | 81.1                 |
| 평균 상대 습도 (%)                                                          | 78.7                 | 80.7                 | 80.0                 | 80.9                 | 82.8                 | 85.2                 | 83.6                 | 84.4                 | 79.6                 | 75.2                 | 76.8                 | 76.8                 | 80.4                 |
| 평균 월간 일조시간                                                          | 102.9                | 98.7                 | 131.1                | 153.1                | 183.6                | 211.2                | 265.3                | 231.4                | 214.9                | 186.4                | 129.2                | 111.4                | 2,019.2              |
| 출처: 중화민국 교통부 중앙기상국 (평년값: 1991년~2020년, 극값: 1897년~현재) |                      |                      |                      |                      |                      |                      |                      |                      |                      |                      |                      |                      |                      |

## 교육
- 국립 펑후 과기대학

## 교통
- 마궁 공항
- 마궁 항